# Wendell Berry
Wendell Berry (Henry County, 5 agosto 1934) è uno scrittore, poeta e ambientalista statunitense.

## Biografia
Berry è il primo dei quattro figli di Virginia Erdman Berry e John Marshall Berry, avvocato e coltivatore di tabacco a Henry County, nel Kentucky. Le famiglie di entrambi i genitori avevano lavorato nelle fattorie a Henry County per almeno cinque generazioni. Wendell Berry frequentò l'istituto militare superiore di Millersburg, e successivamente conseguì la laurea triennale e poi la specialistica in letteratura inglese all' University of Kentucky, dove, nel 1956 incontrò un altro aspirante scrittore, Gurney Norman.
Dopo gli studi di letteratura inglese svolti presso l'Università del Kentucky, insegnò letteratura e scrittura creativa in seno a diverse sedi universitarie del Kentucky, di New York e della California, fra il 1957 ed il 1965.
Nel 1965 ritornò nel Kentucky, e si stabilì nella fattoria dove nacque e dove la sua famiglia risiede dal 1800. Vi coltiva 125 acri seguendo metodi tradizionali e biologici.
Gli scritti di Berry pongono in risalto le questioni che maggiormente gli stanno a cuore: l'ambiente, l'agricoltura, la famiglia, le comunità tradizionali, le responsabilità dell'individuo e la coesistenza armoniosa fra l'uomo e la natura.
Profondamente etiche, spirituali, intime e pratiche, le sue opere vertono essenzialmente sulla salute del mondo.
Wendel Berry è stato indicato dal New York Times come "il profeta dell'America rurale".

## Pubblicazioni

### Romanzi e racconti
- Nathan Coulter. Boston, Houghton Mifflin, 1960.
- A Place on Earth. Boston, Harcourt, Brace, 1967.
- The Memory of Old Jack. New York, Harcourt, Brace, Jovanovich 1974.
- The Wild Birds: Six Stories of the Port William Membership. San Francisco, North Point, 1986.
- Remembering. San Francisco, North Point, 1988.
- Fidelity: Five Stories. New York, Pantheon, 1992.
- Watch With Me and Six Other Stories of the Yet-Remembered Ptolemy Proudfoot and His Wife, Miss Minnie, Née Quinch. New York, Pantheon, 1994.
- A World Lost. Washington, D.C., Counterpoint, 1996.
- Jayber Crow. Washington, D.C., Counterpoint, 2000.
- Three Short Novels  (Nathan Coulter, Remembering, A World Lost). Washington, D.C., Counterpoint, 2002.
- Hannah Coulter. Washington, D.C., Shoemaker & Hoard. 2004.
- That Distant Land: The Collected Stories. Washington, D. C.: Shoemaker & Hoard, 2004.
- Andy Catlett: Early Travels. Washington, D. C., Shoemaker & Hoard, 2006.
- Whitefoot: A Story from the Center of the World. Berkeley, Counterpoint. 2009.
- A Place in Time: Twenty Stories of the Port William Membership. Berkeley. Counterpoint, 2012.

### Saggi
- The Long-Legged House. New York, Harcourt, Brace, Jovanovich, 1969.
- The Hidden Wound. Boston, Houghton Mifflin, 1970.
- The Unforeseen Wilderness: Kentucky's Red River Gorge. Fotografie di Ralph Eugene Meatyard. U P Kentucky, 1971.
- A Continuous Harmony: Essays Cultural & Agricultural. New York, Harcourt, Brace, 1972 (Shoemaker & Hoard, 2004).
- The Unsettling of America: Culture and Agriculture. San Francisco, Sierra Club, 1977.
- The Gift of Good Land: Further Essays Cultural and Agricultural. San Francisco, North Point, 1981.
- Recollected Essays: 1965–1980. San Francisco, North Point, 1981.
- Standing by Words. San Francisco, North Point, 1983.
- Meeting the Expectations of the Land: Essays in Sustainable Agriculture and Stewardship, San Francisco, North Point, 1984.
- Home Economics: Fourteen Essays. San Francisco, North Point, 1987.
- Descendants and Ancestors of Captain James W. Berry, con Laura Berry. Bowling Green, KY, Hub, 1990.
- Harlan Hubbard: Life and Work. Lexington, Kentucky, U P of Kentucky, 1990.
- What Are People For? New York, North Point, 1990.
- Standing on Earth, Golgonooza Press, (UK), 1991.
- Sex, Economy, Freedom & Community. New York, Pantheon, 1992.
- Another Turn of the Crank. Washington, D. C., Counterpoint, 1996.
- Grace: Photographs of Rural America con Gregory Spaid e Gene Logsdon. New London, New Hampshire, Safe Harbor Books, 2000.
- Life Is a Miracle. Washington, D.C., Counterpoint, 2000.
- In the Presence of Fear: Three Essays for a Changed World. Great Barrington, MA, Orion, 2001.
- The Art of the Commonplace: The Agrarian Essays of Wendell Berry. Ed. Norman Wirzba. Washington, D. C., Counterpoint, 2002.
- Citizens Dissent: Security, Morality, and Leadership in an Age of Terror. (Con David James Duncan. Foreword by Laurie Lane-Zucker) Great Barrington, MA, Orion, 2003.
- Citizenship Papers. Washington, D. C., Shoemaker & Hoard, 2003.
- Tobacco Harvest: An Elegy. Fotografie di James Baker Hall. Lexington, Kentucky, U P of Kentucky, 2004.
- Blessed Are the Peacemakers: Christ's Teachings about Love, Compassion & Forgiveness. Washington, D. C., Shoemaker & Hoard, 2005.
- The Way of Ignorance and Other Essays. Washington, D. C., Shoemaker & Hoard, 2005.
- Bringing It to the Table: On Farming and Food. Berkeley, Counterpoint, 2009.
- Imagination in Place. Berkeley, Counterpoint, 2010.
- What Matters? Economics for a Renewed Commonwealth Berkeley, Counterpoint, 2010.
- The Poetry of William Carlos Williams of Rutherford. Berkeley, Counterpoint, 2011.
- It All Turns on Affection: The Jefferson Lecture and Other Essays. Berkeley, Counterpoint, 2012.
- Distant Neighbors: The Selected Letters of Wendell Berry and Gary Snyder. Ed. Chad Wriglesworth. Berkeley, Counterpoint, 2014.

### Poesie
- The Broken Ground. New York, Harcourt, Brace, 1964.
- November twenty six nineteen hundred sixty three. New York, Braziller, 1964.
- Openings. New York, Harcourt, Brace, 1968.
- Farming: A Hand Book. New York, Harcourt, Brace, Jovanovich, 1970 (Berkeley: Counterpoint, 2011).
- The Country of Marriage. New York, Harcourt, Brace, Jovanovich, 1973.
- An Eastward Look. Berkeley, California, Sand Dollar, 1974.
- Sayings and Doings. Lexington, Kentucky, Gnomon, 1975.
- Clearing. New York, Harcourt, Brace, 1977.
- A Part. San Francisco, North Point, 1980.
- The Wheel. San Francisco, North Point, 1982.
- The Collected Poems, 1957–1982. San Francisco, North Point, 1985.
- Sabbaths: Poems. San Francisco, North Point, 1987.
- Traveling at Home. Press Alley, 1988; North Point, 1989.
- Entries. New York, Pantheon, 1994 .
- The Farm. Monterey, Kentucky, Larkspur, 1995.
- A Timbered Choir: The Sabbath Poems 1979–1997. Washington, D.C., Counterpoint, 1998.
- The Selected Poems of Wendell Berry. Washington, D.C., Counterpoint, 1999.
- The Gift of Gravity, Selected Poems, 1968–2000, Golgonooza Press (UK), 2002.
- Sabbaths 2002. Monterey, Kentucky, Larkspur, 2004.
- Given: New Poems. Washington D. C., Shoemaker & Hoard. 2005.
- Window Poems. Washington, D. C., Shoemaker & Hoard, 2007.
- The Mad Farmer Poems. Berkeley, Counterpoint, 2008.
- Sabbaths 2006. Monterey, Kentucky, Larkspur, 2008.
- Leavings. Berkeley, Counterpoint, 2010.
- Sabbaths 2009. Sewanee Review, Spring 2011, Volume 119, numero 2, pagine 198–205
- New Collected Poems. Berkeley, Counterpoint, 2012.
- This Day: Sabbath Poems Collected and New 1979-2013. Berkeley, Counterpoint, 2013.

### Traduzioni italiane
Opere
- Il corpo e la terra, LEF - Libreria Editrice Fiorentina, Firenze, 2009.
- La risurrezione della rosa. Agricoltura, luoghi, comunità, Slow Food, Bra, 2009.
- La rivoluzione del contadino impazzito, LEF - Libreria Editrice Fiorentina, Firenze, 2009.
- Jayber Crow, Lindau, Torino, 2014.
- Hannah Coulter, Lindau, Torino, 2014.
- Mangiare è un atto agricolo, Lindau, Torino, 2015.
- Un posto al mondo, Lindau, Torino, 2015.
- La strada dell'ignoranza, Lindau, Torino, 2015.
- La memoria di Old Jack, Lindau, Torino, 2016.
- I primi viaggi di Andy Catlett, Lindau, Torino, 2018.

## Riconoscimenti
- Richard C. Holbrooke Distinguished Achievement Award del 2013